# Wallerstein, Bayern
Wallerstein är en köping (Markt) i Landkreis Donau-Ries i Regierungsbezirk Schwaben i förbundslandet Bayern i Tyskland.  Wallerstein, som för första gången nämns i ett dokument från år 1238, har cirka 3 500 invånare år.
Köpingen ingår i kommunalförbundet Wallerstein tillsammans med kommunerna Maihingen och Marktoffingen.